# CrRNA
Die crRNA (CRISPR-RNA) ist ein essenzieller Bestandteil des CRISPR-Cas-Systems, einem adaptiven Abwehrmechanismus vieler Bakterien und Archaeen gegen Phagen und fremde DNA. Sie entsteht aus der Transkription der CRISPR-Regionen, die kurze, aus früheren Infektionen gespeicherte DNA-Sequenzen enthalten.
Die crRNA bildet zusammen mit der tracrRNA (trans-activating CRISPR-RNA) und einer Endonuklease (z. B. Cas9, Cas12 oder Cas13) einen Komplex. Dieser erkennt und spaltet gezielt komplementäre DNA- oder RNA-Sequenzen, wodurch die Etablierung fremder genetischer Elemente verhindert wird.
In der Gentechnik wird das CRISPR-Cas-System, insbesondere Cas9, gezielt genutzt, um DNA-Sequenzen zu modifizieren. Die crRNA leitet dabei das Cas9-Protein zu einer spezifischen Zielsequenz, wo ein Doppelstrangbruch erfolgt. In vielen Anwendungen wird die crRNA künstlich mit der tracrRNA zu einer sgRNA (single guide RNA) fusioniert, um den Prozess zu vereinfachen.
Das CRISPR-Cas-System und die Rolle der crRNA haben die Molekularbiologie revolutioniert und finden Anwendung in Medizin, Landwirtschaft und Grundlagenforschung.